# Ачесон, Арчибальд, 5-й граф Госфорд
Арчибальд Чарльз Монтегю Брабазон Ачесон, 5-й граф Госфорд (англ. Archibald Charles Montagu Brabazon Acheson, 5th Earl of Gosford; 26 мая 1877 — 20 марта 1954) — британский пэр. Он носил титул учтивости — виконт Ачесон с 1877 по 1922 год.

## Ранняя жизнь
Родился в Лондоне 26 мая 1877 года. Старший сын Арчибальда Ачесона, 4-го графа Госфорда (1841—1922), и леди Луизы Монтегю (1854—1944), дочери Уильяма Монтегю, 7-го герцога Манчестера, и фрейлины королевы Александры.

## Карьера
В мае 1898 года лорд Ачесон был зачислен в Колдстримскую гвардию в чине второго лейтенанта. В августе 1899 года он получил чин лейтенанта. Он участвовал во Второй англо-бурской войне с 1899 по 1900 год, где входил в состав британских войск, посланных на помощь гарнизону Кимберли. В время войны он был ранен в битве при реке Моддер (ноябрь 1899 года). С 31 марта 1900 года он служил в штабе адъютантом сэра Джорджа Претимана, который позже в том же году стал военным губернатором в Блумфонтейне, а в декабре 1901 года он вернулся в свой полк. После окончания войны в Южной Африке лорд Ачесон уволился из армии в октябре 1902 года.
В январе 1903 года он был назначен лейтенантом офицерского резерва, и повторно зачислен в армию. Участвовал в Первой мировой войне в чине подполковника Колдстриммской гвардии, был дважды ранен и упоминался в депешах. Он был награжден Орденом Святого Иоанна и Военным крестом в 1915 году. В 1918 году он занимал должность помощника генерал-адъютанта военного министерства.
11 апреля 1922 года после смерти своего отца Арчибальд Ачесон унаследовал титулы 5-го графа Госфорда, 6-го виконта Госфорда из Маркет-Хилл (графство Арма), 6-го барона Госфорда из Маркет-Хилл (графство Арма), 3-го барона Ачесона из Кланкэрни (графство Арма), 4-го барона Уорлингема из Бекклса (графство Саффолк) и 11-го баронета Ачесона из Маркет-Хилл (графство Арма).
В США, где лорд Госфорд прожил двадцать пять лет, он открыл винный магазин по адресу 40 East 50 Street на Манхэттене. Во время Второй мировой войны он вступил к нью-йоркский патруль, который помогал полиции Нью-Йорка при ночных дежурствах.

## Личная жизнь

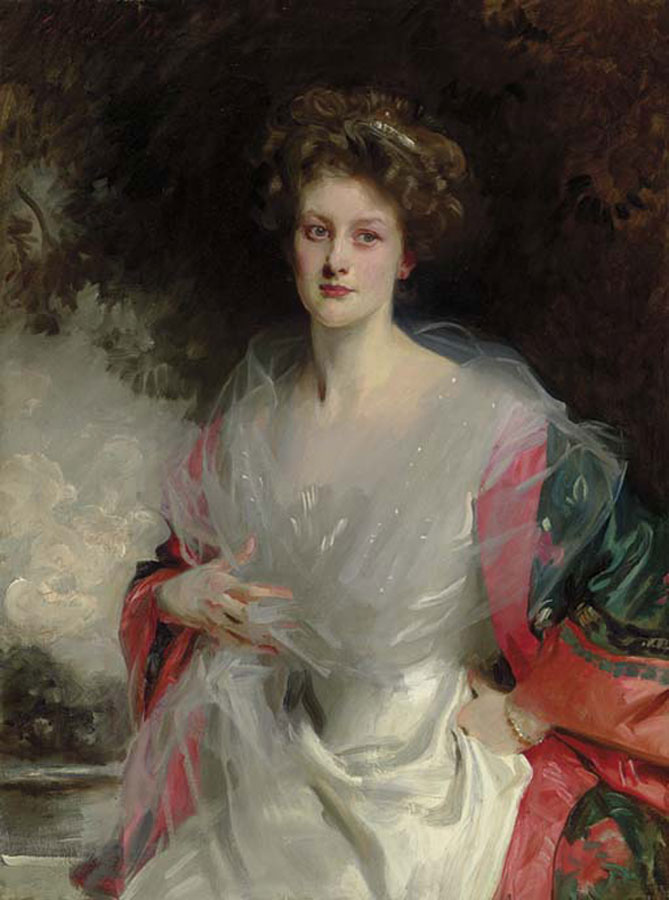
Милдред Кэролайн Картер (1888—1965), первая жена графа Госфорда, портрет Джона Сингера Сарджента, 1908 год

Лорд Госфорд был дважды женат. 21 июня 1910 года виконт Ачесон женился на Милдред Кэролайн Картер (2 марта 1888 — 7 сентября 1965) в церкви Святого Георгия на Ганновер-сквер. Милдред была дочерью американского дипломата Джона Риджли Картера (потомка Генри Ли , 9-го губернатора Вирджинии) и Алисы (урожденной Морган) Картер (сестры Уильяма Феллоуза Моргана). У супругов было пятеро детей:
- Арчибальд Александр Джон Стэнли Ачесон, 6-й граф Госфорд (14 января 1911 — 17 февраля 1966), женившийся на Франческе Кагиати, старшей дочери Франческо Кагиати[12]. Они развелись в 1960 году, и он вторично женился на Синтии Маргарет Делиус, вдове майора Джеймса Прингла Делиуса и дочери капитана Генри Кейва Уэста[2].
- Леди Патрисия Ачесон (1913 — август 1915), умершая в детстве[2].
- Достопочтенный Патрик Бернар Виктор Монтегю Ачесон (4 февраля 1915 — 13 июня 2005), женившийся на Джудит Джилетт, дочери Эрла П. Джилетта[2].
- Леди Милдред Камилла Никола Ачесон (1917—1965), в 1937 году первым браком вышедшая замуж за барона Ганса Кристофа Фрейхера Шенка фон Штауффенберга. Позже она вышла замуж за Акселя Фрайхера фон дем Буше-Штрайхорста в 1950 году[2].
- Леди Мэри Вирджиния Ширли Ачесон (1919—1996), в 1941 году вышедшая замуж за Фернандо Коркуэра в Мексике[2].

В 1927 году лорд Ачесон оставил свою первую жену и уехал в Нью-Йорк. Они развелись в 1928 году, и, находясь в Нью-Йорке, лорд Госфорд 1 октября 1928 года женился вторым браком на Беатрис (урожденной Клафлин) Бриз (? — 26 января 1967 года). Беатрис, бывшая жена Роберта Поттера Бриза из Нью-Йорка, была дочерью Артура Клафлина и внучкой купца Хораса Бригама Клафлина.
Лорд Госфорд умер в больнице «Флауэр и Пятая авеню» в Нью-Йорке 20 марта 1954 года. Он был похоронен на кладбище Мейпл-Хилл в Шафтсбери, штат Вермонт. Его первая жена Милдред умерла в своем доме в Швейцарии в сентябре 1965 года, а его вдова, вдовствующая графиня Госфорд, умерла 26 января 1967 года.